# 메러디스 매카이버
메러디스 매카이버(영어: Meredith McIver ~ )는 미국의 작가, 전 발레리나이다. 트럼프 기업의 작가로 활동하고 있다.